# Pràtines
Pràtines (en grec antic: Πρατίνας, llatí: Pratinas) fou un poeta tràgic grec que va florir a Atenes al començament del segle v aC. Era nadiu de Fliünt i, per tant, era dori de naixement, fill de Pirrònides o d'Encomi (segons les fonts).
No se sap en quina època va anar a Atenes, però cap a l'olimpíada 70 (el 500-499 aC), competia en aquella ciutat presentant les seves obres amb Queril d'Atenes i Èsquil, segons que diu la Suïda. Quèril ja feia uns vint anys que era dramaturg. Èsquil era encara una jove promesa i es presentava per primera vegada amb uns vint-i-cinc anys. Pràtines era una mica més gran que Èsquil però més jove que Quèril, i segurament estava en el seu millor moment.
Va innovar la tragèdia que va arribar amb les seves obres a un notable desenvolupament. Es diu que va cultivar el drama satíric per evitar ser eclipsat per Èsquil amb les seves tragèdies, però els erudits no ho accepten com a cosa segura. De fet, sembla que va introduir els sàtirs, acompanyants de Dionís, com a personatges del cor a la tragèdia, que amb els seus cants i danses i les seves bromes intercalades en els moments més durs de l'obra sense que fos considerat incongruent, li van donar agilitat i fama, sense renunciar al concepte acceptar per tothom del que havia de ser un drama, cosa que hauria estat rebutjada pels espectadors, l'alleugeria amb uns tocs de cultura popular i de crítica social. Alguns autors observen que Pràtines, de jove, hauria trobat el gust per aquest tipus de drama. Nascut a Fliünt, era veí de Sició, la llar d'aquells "cors tràgics", que els doris afirmaven que van donar lloc al naixement de la tragèdia. Era també contigua a Corint, on els cants cíclics sobre els sàtirs, que eren atribuïts a Aríon, hi havien estat presents durant molt de temps, segons diu Aristòtil i també Heròdot.
Suides diu que va escriure 50 obres de teatre de les que 32 eren satíriques, però només va guanyar un premi. Per una correcció a la lectura, feta per Böckh, se suposa que els drames satírics eren en realitat 12. Els seus drames van ser molt apreciats i només Èsquil va tenir una consideració millor. Va deixar un fill de nom Arísties que també es va distingir en escriure drames satírics.
Pràtines també va guanyar-se un lloc en la poesia lírica a més de l'obra dramàtica. Va cultivar l'hiporquema, un tipus de metre que s'usava en un cant coral que s'acompanyava amb una cítara i una aulós, acompanyat de dansa i pantomima. I també el ditirambe, i hauria col·laborat amb Lasos en la fundació de l'acadèmia de poesia ditiràmbica d'Atenes.
Es conserva un nombre de fragments considerable, preservats per Ateneu de Nàucratis, que indiquen les discussions que s'establien entre la música i la poesia i entre els diferents tipus de música, i on Pràtines explica que el so de les flautes no permetia entendre els actors. Volia substituir el mode frigi, un dels modes grecs que organitzaven els sons i que regia en aquell moment, pel mode dòric. Ateneu diu que era un dels poetes anomenats ὀρχηστικοί ('ballarins, músics'), per la importància que donava als cants corals en els seus drames.